# Thauabach
Thaua Bach är ett vattendrag i Österrike.   Det ligger i förbundslandet Niederösterreich, i den nordöstra delen av landet, 100 km nordväst om huvudstaden Wien.
Trakten runt Thaua Bach består till största delen av jordbruksmark. Runt Thaua Bach är det ganska glesbefolkat, med 32 invånare per kvadratkilometer.